# Theo Roos
Theo Roos (* 1953 in Homburg) ist ein deutscher Filmemacher, Musiker und Philosoph.

## Leben
Roos studierte Philosophie, Sport und Germanistik in Bochum und legte 1982 das Zweites Staatsexamen für Deutsch und Philosophie am Gymnasium ab. Er trat als Sänger und Gitarrist mit verschiedenen Bands auf und war von 1987 bis 1988 Assistent der Regisseurin Andrea Breth am Schauspielhaus Bochum. Acht Jahre war er Mitarbeiter am Philosophischen Institut der Ruhr-Universität Bochum. Ab 2004 unterrichtete er an der ifs internationalen filmschule köln. Neben Artikeln und Essays in Zeitungen, Zeitschriften und Sammelbänden produzierte Roos Film- und Radioessays sowie Dokumentationen u. a. für WDR (Spuren, Kulturszene, Kultur-Feature, Scala), ZDF (aspekte, Kunst und Literatur, Kontext), ARD (Kultur-Report), arte (Kleines Fernsehspiel) und 3sat (Kulturzeit). Bei Kiepenheuer & Witsch erschienen 2005 Philosophische Vitamine. Die Kunst des guten Lebens und 2007 Neue Philosophische Vitamine. So lass uns leben. 1987 erhielt Roos den 1. Fernsehpreis der RIAS Berlin Kommission. Dylan Denken (mit Günther Janssen) wurde im Mai 2001 Hörspiel des Monats.

## Hörspiele (Auswahl)
- 1991: Walter Filz: Körpertrilogie 1: Ruhig Blut – Aktuelle Rezeptideen (Sprecher: American Psychopath) – Regie: Nicht angegeben (Feature – WDR)
- 1994: Walter Filz: Die Farben des Fleisches – Ein Parteienlandschaftsbild (Sprecher) – Regie: Nicht angegeben (Feature – WDR/ORB/SWF)
- 2001: Mit Co-Autor Günther Janssen: Dylan denken (auch Sprecher) – Realisation: Theo Roos und Günther Janssen (Original-Hörspiel – BR)
  - Auszeichnung: Hörspiel des Monats Mai 2001
- 2003: Amorbach – Ein Adornit aus Hollywood (auch Regie und Sprecher) (Originalhörspiel, Science-Fiction-Hörspiel – WDR)
- 2005: Steffen Irlinger: Supa Sistaz Redux – Ein Waxploitation-Hörspiel (Sprecher) – Regie: Steffen Irlinger (Originalhörspiel – WDR)
- 2006: Mit Co-Autor Alan Bangs: Loser – Wer verliert, gewinnt! – Regie: Nicht angegeben (Feature – WDR)
- 2018: Über das Unaussprechliche (auch Regie) (Feature – WDR)
- 2021: Albtraum Kinderpornografie – Die Realität hinter den Bildern (auch Regie) (Feature – WDR)
- 2021: Dylan uncovered – Regie: Nicht angegeben (Feature – WDR)